# 日本国憲法第27条
日本国憲法 第27条（にほんこく（にっぽんこく）けんぽう だい27じょう）は、日本国憲法の第3章にある条文で、勤労の権利と義務について規定している。

## 条文
日本国憲法 - e-Gov法令検索

第二十七条
1. すべて国民は、勤労の権利を有し、義務を負ふ。
2. 賃金、就業時間、休息その他の勤労条件に関する基準は、法律でこれを定める。
3. 児童は、これを酷使してはならない。

## 解説
1項
条文は国民の権利義務のみを定めたが、実際には同時に国家にも国民が勤労の権利を行使できるよう義務を課したものでもある。国民には勤労をする権利が定められており、国家は国民に勤労の機会を与えなければならない。一方で国民は自らの能力や与えられた勤労の機会を活用して勤労する義務を負っている。
「勤労の義務」の部分は昭和21年（1946年）6月20日からの帝国議会の修正審議において日本社会党から提案され追加された。この時、日本社会党が参照したのは高野岩三郎、馬場恒吾、杉森考次郎、森戸辰男、室伏高信、鈴木安蔵らの進歩的学者グループの「憲法研究会」の憲法草案であった。本条項の「勤労の義務」及び第二項の「休息」の規定は憲法研究会がスターリン憲法から採用したものである。憲法研究会の憲法草案はGHQ民政局の憲法草案起草スタッフにも影響を与えたと言われている。
義務については勤労の義務を参照。
2項
勤労条件の法定を国に命じている。雇用者に対して弱者の立場に立つ労働者を保護する趣旨の規定である。労働基準法や最低賃金法など各種労働法によって具体化されている。
「休息」の部分は昭和21年（1946年）6月20日からの帝国議会の修正審議において日本社会党から提案され追加された。
休息については休息権を参照。
3項
児童労働における酷使を禁止している。歴史的に、年少者が劣悪な労働環境に置かれてきたことを念頭に置いて規定されたものである。労働基準法第56条に15歳未満の児童の使用を原則として禁止する規定が置かれている。私人間にも直接適用があるとされている。

## 沿革

### ソビエト社会主義共和国連邦憲法
1936年制定のソビエト社会主義共和国連邦憲法、通称スターリン憲法「勤労の義務」「休息」の規定が定められている。

第12条　ソ同盟においては、労働は、『働かざる者は食うべからず』の原則によって、労働能力あるすべての市民の義務であり、名誉である。/ソ同盟においては『各人からはその能力に応じてーー各人にはその労働に応じて』という社会主義の原則が行われる。
第118条　ソ同盟の市民は、労働の権利すなわち労働の量および質に相当する支払を保障された仕事を得る権利を有する。/労働の権利は、国民経済の社会主義的組織、ソヴェト社会の生産諸力の不断の発展、経済恐慌の可能性の排除および失業者の解消によって保障される。
第119条　ソ同盟の市民は、休息の権利を有する。/休息の権利は労働者および職員のために、八時間労働日を制定し、かつ困難な労働条件を有する若干の職業のために、労働日を七時間ないし六時間に、かつ特別に困難な労働条件を有する職場においては、四時間に短縮されることによって保障され、さらに労働者および職員に対して、年次有給休暇を設定し、かつ勤労者に対する奉仕のために、広く行きわたった療養所、休息の家、およびクラブを供与することによって保障される。

### 大日本帝国憲法
なし

### GHQ草案
「GHQ草案」、国立国会図書館「日本国憲法の誕生」。

#### 日本語
第二十四条
有ラユル生活範囲ニ於テ法律ハ社会的福祉、自由、正義及民主主義ノ向上発展ノ為ニ立案セラルヘシ
自由、普遍的且強制的ナル教育ヲ設立スヘシ
児童ノ私利的酷使ハ之ヲ禁止スヘシ
公共衛生ヲ改善スヘシ
社会的安寧ヲ計ルヘシ
労働条件、賃銀及勤務時間ノ規準ヲ定ムヘシ
第二十五条
何人モ働ク権利ヲ有ス

#### 英語
Article XXIV.
In all spheres of life, laws shall be designed for the promotion and extension of social welfare, and of freedom, justice and democracy.
Free, universal and compulsory education shall be established.
The exploitation of children shall be prohibited.
The public health shall be promoted.
Social security shall be provided.
Standards for working conditions, wages and hours shall be fixed.
Article XXV.
All men have the right to work.

### 憲法改正草案要綱
「憲法改正草案要綱」、国立国会図書館「日本国憲法の誕生」。

第二十五
国民ハ凡テ勤労ノ権利ヲ有スルコト
賃金、就業時間其ノ他ノ勤労条件ニ関スル基準ハ法律ヲ以テ之ヲ定ムルコト
児童ノ不当使用ハ之ヲ禁止スベキコト

### 憲法改正草案
「憲法改正草案」、国立国会図書館「日本国憲法の誕生」。

第二十五条
すべて国民は、勤労の権利を有する。
賃金、就業時間その他の勤労条件に関する基準は、法律でこれを定める。
児童は、これを酷使してはならない。